# تسوکیجی

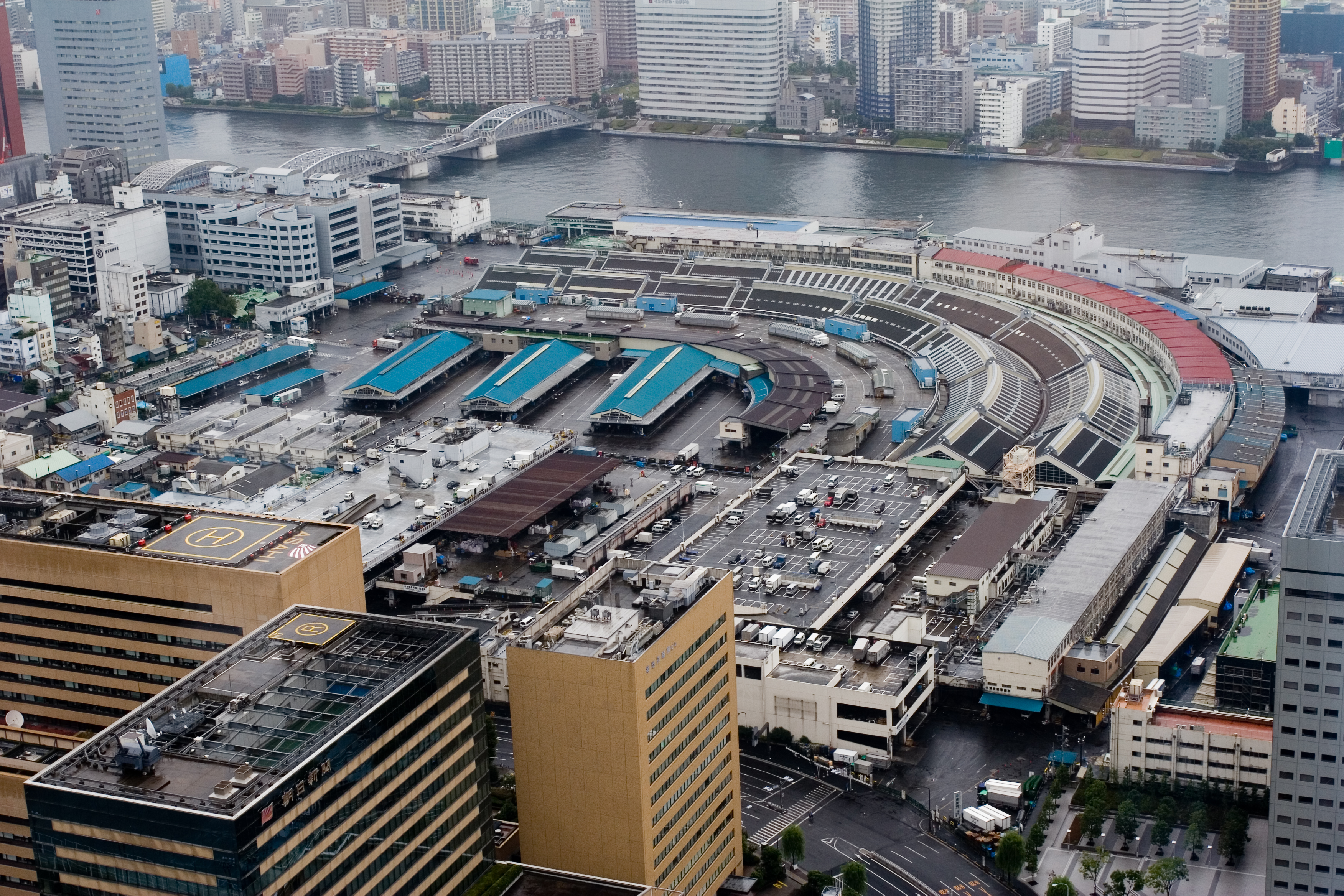
تسوکیجی

تسوکیجی (به ژاپنی: 築地 Tsukiji) یکی از محله‌های توکیو پایتخت ژاپن است که در منطقهٔ چوئو واقع شده است.

## ایستگاه راه‌آهن
- متروی توکیو، خط هیبیا، ایستگاه تسوکیجی
- متروی توئی، خط اوادو، ایستگاه تسوکیجی شیجو